# 科特·米歇尔
弗兰克·柯蒂斯·“科特”·米歇尔（Frank Curtis "Curt" Michel，1934年6月5日—2015年2月26日）曾是一位美国国家航空航天局的宇航员。